# Лейк-Траверс
Лейк-Траверс (англ. Lake Traverse Indian Reservation) — индейская резервация, расположенная в Южной и Северной Дакоте, США.

## История
Во время восстания сиу в Миннесоте большинство сиссетонов и вахпетонов, проживающих на востоке Территории Дакота, не поддержали своих соплеменников. Район озера Траверс издавна был заселен этими племенами и представлял собой регион, где торговцы пушниной устанавливали торговые посты для торговли с индейцами. Резервация Лейк-Траверс была создана в 1867 году в результате договора между правительством Соединённых Штатов и 
индейскими племенами сиссетонов и вахпетонов, относящихся к народу сиу.
После принятия конгрессом Акта Дауэса, федеральное правительство Соединённых Штатов решило разделить земли резервации на индивидуальные участки. В результате такой политики  владение землёй в Лейк-Траверс представляет собой шахматную доску из территорий, принадлежащих членам племени, земель, находящихся в доверительном управлении племени, и земель, принадлежащих белым фермерам и владельцам ранчо.

## География
Лейк-Траверс расположена в Южной и Северной Дакоте. Более 60% её площади находится в округе Робертс, Южная Дакота. Кроме того территория резервации охватывает округа Маршалл, Дей, Грант и Кодингтон в Южной Дакоте, а также округа Сарджент и Ричленд в Северной Дакоте. Всего территория резервации охватывает частично 7 округов в двух штатах.
Общая площадь резервации, включая трастовые земли (0,563 км²), составляет 3 907,473 км², из них 3 753,942 км² приходится на сушу и 153,531 км² — на воду. Объединённому племени сиссетон-вахпетон принадлежит лишь около 11% (429,6 км²) земли резервации. Административным центром резервации является статистически обособленная местность Эйдженси-Виллидж.

## Демография
| Год переписи                    | Нас.  |  | %±   |
| ------------------------------- | ----- |  | ---- |
| 2000                            | 10408 |  | —    |
| 2010                            | 10922 |  | 4,9% |
| 2020                            | 11043 |  | 1,1% |
| 2000–2020 U.S. Decennial Census |       |  |      |

По данным федеральной переписи населения 2000 года в резервации проживало 10 408 человек, около трети жителей составляли санти-сиу.
Согласно федеральной переписи населения 2020 года в резервации проживало 11 043 человека, насчитывалось 4 136 домашних хозяйств и 5 279 жилых домов. Средний доход на одно домашнее хозяйство в индейской резервации составлял 50 826 долларов США. Около 20,2 % всего населения находились за чертой бедности, в том числе 35,4 % тех, кому ещё не исполнилось 18 лет, и 9 % старше 65 лет.
Расовый состав распределился следующим образом: белые — 5 456 чел., афроамериканцы — 36 чел., коренные американцы (индейцы США) — 4 725 чел., азиаты — 37 чел., океанийцы — 1 чел., представители других рас — 148 чел., представители двух или более рас — 640 человек; испаноязычные или латиноамериканцы любой расы составили 426 человек. Плотность населения составляла 2,83 чел./км².

## Известные уроженцы
- Флойд «Красный Ворон» Вестерман — актёр, музыкант и художник, участник Движения американских индейцев.